# Drätten
Drätten är en fjärd i Finland. Den ligger i kommunen Kimitoön i landskapet Egentliga Finland, i den södra delen av landet, 130 km väster om huvudstaden Helsingfors.
Drätten är en halvmåneformad fjärd som avgränsas av Långholmen i väster, Ejskäret i nordväst, Läduskäret i norr, Småskären i nordöst, Rönnskäret i öster, Stångskäret i söder samt Kuggskäret i sydväst. Den ansluter till Bärsskärs fjärden i norr.